# Pselaphochernes rybini
Pselaphochernes rybini är en spindeldjursart som beskrevs av Wolfgang Schawaller 1986. Pselaphochernes rybini ingår i släktet Pselaphochernes och familjen blindklokrypare. Inga underarter finns listade i Catalogue of Life.